# Colson Whitehead
Colson Whitehead, född 6 november 1969 i New York, är en amerikansk romanförfattare. För romanen Den underjordiska järnvägen (2016) tilldelades han National Book Award 2016 och Pulitzerpriset för skönlitteratur 2017. År 2019 utgav han romanen The Nickel Boys (översatt till svenska samma år under titeln Nickelpojkarna) som är en beskrivning av rasism och övergrepp på en skola i Florida.